# Воксхолл
Во́ксхолл (англ. Vauxhall, о файле/ˈvɒks(h)ɔːl/) — район Южного Лондона, Англия. До 1889 года Воксхолл был частью графства Суррей, после чего вошёл во вновь созданное Лондонское графство. После образования Большого Лондона находится в составе боро Ламбет.
С викторианского периода до середины XX века Воксхолл представлял собой смешанный промышленно-жилой район, в котором преобладали дома рабочих. После Второй мировой войны многие из этих домов были снесены по решению совета Ламбета и заменены социальным жильём, а также коммерческими зданиями, в том числе принадлежавшими железной дороге, газовым и водопроводные мастерским. Промышленные зоны Воксхолла контрастировали с преимущественно жилыми соседними районами Кеннингтон и Пимлико. Дальнейшее развитие района, как и в соседних Баттерси и Найн-Элмс, привело к реконструкции расположенных на берегу Темзы бывших промышленных зданий в жилые дома и новые офисные помещения.
По названию района получили наименование избирательный округ Воксхолл и компания Vauxhall Motors.

## География
Воксхолл расположен в 2,1 км к югу от Чаринг-Кросс и в 1,5 км к юго-западу от действительного центра Лондона на Фрейзер-стрит возле станции метро Ламберт-Норт. С северо-запада район ограничивает река Темза, на противоположной стороне реки находится район Пимлико. К северу расположен район Ламбет, а к северо-востоку — район Кеннингтон. Южный Ламбет, Стоквелл и Патмор-Эстейт находятся к югу от Воксхолла. Многие дороги Воксхолла сходятся в месте, известном как Воксхолл-Кросс, где расположены станция Воксхолл на Юго-западной магистрали и автовокзал. К северо-востоку от Воксхолл-Кросс находится сад Воксхолл-Гарденз, а к юго-востоку — большой Воксхолл-Парк.

## Местная политика
Воксхолл входит в состав лондонского боро Ламбет. Район принадлежит к парламентскому избирательному округу Воксхолл. После того, как Кейт Хои была исключена из Лейбористской партии, в 2019 году на её место была избрана Флоренс Эшаломи.
На местных выборах в совет Ламберта избирательный округ Воксхола носит название Овал — по самой восточной его части. Исторически округ являлся одномандатным, то есть голосование ведётся за группу кандидатов одной из партий. По результатам местных выборов 2018 года округ представляют три депутата Лейбористской партии.
После местных выборов 2014 года лейбористы заняли все 24 места в совете округа Воксхолл, повторив успех и в 2018 году. Однако на выборах в ЕС 2019 года во всех округах победили либерал-демократы.

## История

Карта, показывающая округ Воксхолл в составе боро Ламбет по состоянию на 1916 год.

### Топонимия
Принято считать, что топонимика Воксхолла возникла в конце XIII века от имени Фалькеса де Броте, командира наёмников короля Иоанна Безземельного. Де Броте владел в этом районе большим поместьем, носившим название Фолкс-Холл, позже превратившееся в Фоксхолл и, наконец, в Воксхолл. Самуэль Пипс упоминает «Фокс-Холл» в своём дневнике в записи от 23 июня 1665 года: «…Я сел на лодку и отправился в Фокс-Холл, где мы провели два или три часа, очень трезво и к моему удовлетворению обсуждая несколько вопросов, что, учитывая атмосферу и отрадность сада, стало для меня хорошим отдыхом и, чему, как мне кажется, мы должны были порадоваться». Этот район стал широко известен под названием Воксхолл только после того, как открылся сад Воксхолл-Гарденз, а переправа через Темзу упростилась с постройкой в 1740-х годах Вестминстерского моста.

#### В русском языке
Есть несколько различных теорий, почему в русском языке пассажирское здание железнодорожной станции называют «вокзал», что совпадает с канонической транслитерацией XIX века слова «Vauxhall». По одной из наиболее старых версий[чьей?], российская делегация посетила район в 1840 году, чтобы наблюдать строительство Лондонской и Юго-Западной железной дороги (L&SWR), и приняла название станции за общее название данного типа зданий — «vaux hall», как было написано на указателе. Позже версия была приукрашена[кем?] и превратилась в историю, что российскому императору Николаю I, посетившему Лондон в 1844 году, демонстрировались поезда в Воксхолле, и он совершил ту же ошибку. По альтернативной версии[чьей?], как «Vauxhall» в расписании Брэдшоу 1841 года было указано местоположение первоначального терминала L&WR — Найн-Элмс.
Оба эти объяснения, можно отклонить, поскольку первая железная дорога в России была построена уже к 1837 году. Эта линия пролегала от Санкт-Петербурга через Царское Село до Павловского дворца, где ранее были разбиты обширные увеселительные сады. В 1838 году на станции построили музыкально-развлекательный павильон для пассажиров, который и был назван «Воксал» в честь Воксхолл-Гарденз в пригороде Лондона. Это название вскоре стало применяться к самому пассажирскому зданию станции, которая была воротами, через которые большинство посетителей заходили в сады. Позже оно стало обозначать пассажирское здание любой железнодорожной станции.
Слово «воксал» было известно в русском языке в значении «увеселительный сад» задолго до 1840-х годов, его можно найти, например, в поэзии Александра Пушкина: "На гуляньях иль в воксалах / Легким зефиром летал («К Наталье», 1813). По Фасмеру, то слово впервые использовано в «Санкт-Петербургских ведомостях» за 1777 год в форме «фоксал», что может отражать более раннее английское написание Fox Hall / Faukeshall. Англичанин Майкл Мэддокс основал Воксхолл-Гарденз в Павловске, пригороде Санкт-Петербурга, в 1783 году. В комплекс входили увеселительный сад, небольшой театрально-концертный зал и места отдыха. Уильям Кокс в том же году описал его в своём «Путешествиях по России» как «своего рода Воксхолл».

### Ранняя история
В «Книге страшного суда» 1086 года Воксхолл не упоминается. Первоначально этот район являлся частью обширного манора Южный Ламбет, который принадлежал семье де Редверсов, баронов Плимптона в Девоне и лордов острова Уайт. Фалькес де Броте приобрел Южный Ламбет в 1216 году, когда женился на Маргарет Фицгерольд, вдове Болдуина де Редверса (сына и наследник Уильяма де Редверса, 5-го графа Девона) и матери Болдуина де Редверса, 6-го графа Девона. После его смерти в 1226 году земли Фалькеса де Броте вернулись к семье де Редверсов. В 1293 году Южный Ламбет и поместье «Ла Сале Фокс» перешли, вероятно, обманом, королю Эдуарду I, который купил несколько земель де Редверсов (включая лордство острова Уайт) у Изабель де Форц, 8-й графини Девона, сестры и наследницы Болдуина де Редверса, 7-го графа Девона, незадолго до своей смерти. В 1317 году король Эдуард II подарил поместье Воксхолл, графство Суррей, сэру Роджеру Дамори за его «хорошую службу» в битве при Бэннокберне.
Согласно различным источникам, три местные дороги: Саут-Ламбет-роуд, Клапам-роуд (ранее Мертон-роуд) и Уондсворт-роуд (ранее Кингстон-роуд) — были древними и хорошо известными маршрутами в Лондон.
Воксхолл был юго-западным краем оборонительных сооружений Лондона во время Английской революции, возведенных лондонцами в 1642 году для защиты от вторжения роялистов. Знаменитый форт был расположен на месте нынешнего паба Elephant and Castle (в настоящее время Starbucks).

### Застройка
Территория района равнинная и частично заболоченная. Его массовая застройка началась только после того как в середине XVIII века было осушено Ламбетское болото, однако поселение долгое время оставалось деревней. До этого Воксхолл поставлял плоды в Лондонский Сити. В 1816 году были построены Воксхолльский мост и Воксхолл-Бридж-роуд. К 1860 году деревня вошла в состав Ламбета. Многие улицы Воксхолла были уничтожены во время строительства железной дороги до вокзала Ватерлоо через виадук, при немецких бомбардировках во время Второй мировой войны и в результате непродуманного градостроительства.

## Демография
Резкий рост цен на недвижимость в Лондоне в конце 1990-х — начале 2000-х годов привёл к буму строительства на берегу реки. Примером является комплекс Сент-Джордж-Уорф у Воксхолльского моста. В этом районе продолжается реконструкция, ведётся строительство нескольких новых комплексов.
В нескольких местах проводится джентрификация, что повышает стоимость недвижимости на таких улицах, как Фентиман-роуд и Хейфорд-авеню. Однако наиболее распространенным типом жилого фонда в Воксхолле являются квартиры, как в переоборудованные, так и специально построенные. Воксхолл также является популярным жилым районом для членов парламента и государственных служащих из-за его близости к зданию парламента и Уайтхоллу. Сохранились некоторые здания XVIII и XIX веков, наиболее известным является комплекс Биннингтонской площади, построенный в 1870-е годы из ставший известным в 1970—1980-е в связи со сквоттингом.
Воксхолл этнически разнообразный район, где около 40 % жителей происходят из небелых этнических групп. Существует значительная португальская община, часть которой составляют выходцы с Мадейры. Многие португальские рестораны и бары расположены на Саут-Ламбет-роуд и в окрестностях. Существует также мусульманская община: почти 6 % жителей объявили себя мусульманами во время переписи 2001 года.

## Экономика
Большую часть территории Воксхолла занимают мелкое производство, офисы и правительственные здания. В прошлом многие компании и организации привлекали в район близкое расположение к центру Лондона и сравнительно дешёвая аренда (относительно Вестминстера на противоположном берегу реки). В последние годы на набережной Воксхолла была проведена серьезная реконструкция, в ходе которой построен ряд современных жилых и офисных блоков, в первую очередь имеющее оригинальный вид здание Секретной разведывательной службы на Воксхолл-Кросс. Кроме того, в этот район переехал ряд новых коммерческих предприятий.

### Гей-деревня и «Вохо»

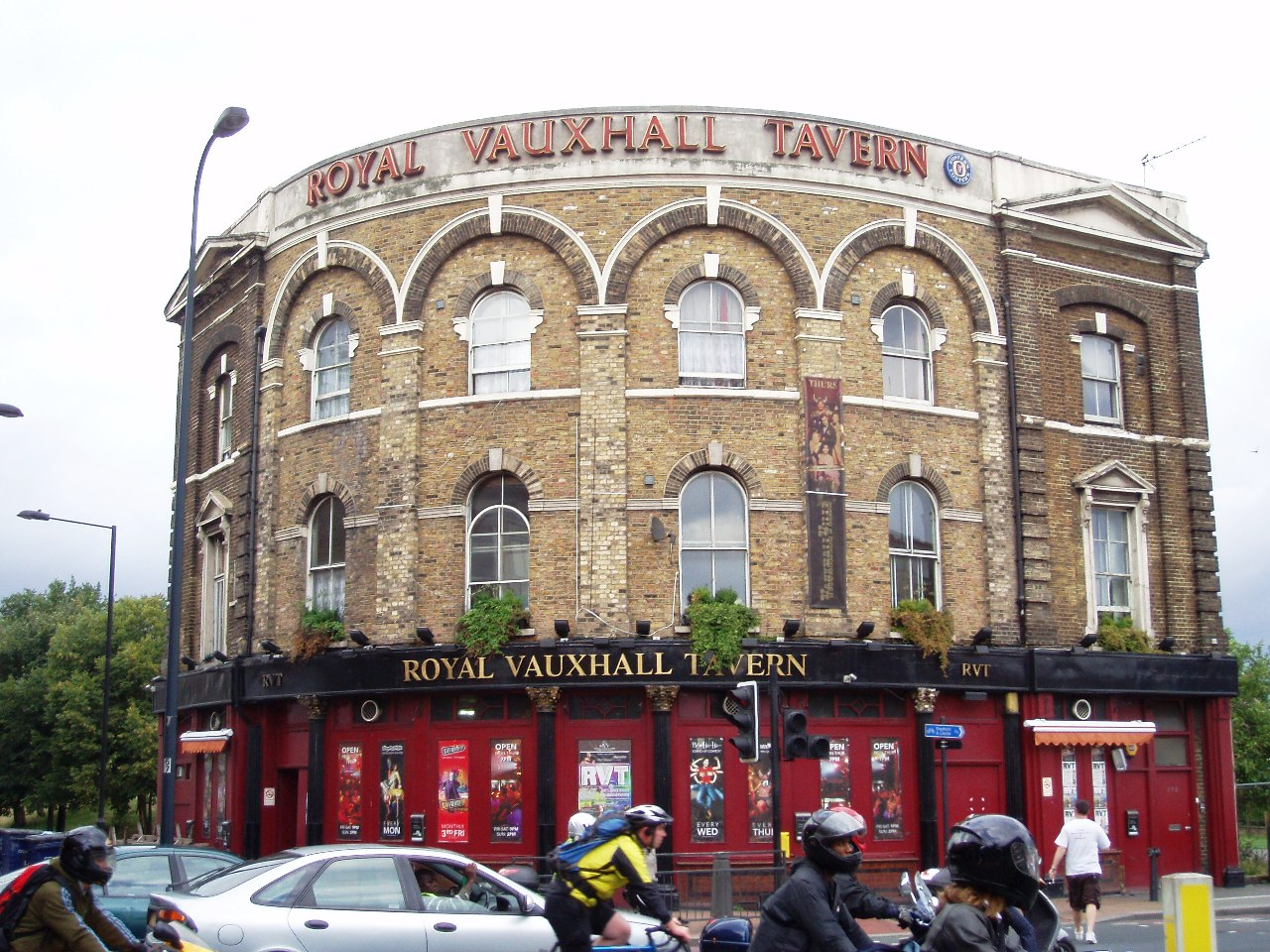
Таверна Royal Vauxhall, известное место для геев

Воксхолл является местом расположения для ряда гей-баров и ночных клубов, таких как Area, Chariots, The Eagle, Fire и Royal Vauxhall Tavern, а также других мест, часто проводящих специальные мероприятия для гей-публики, таких как Club Colosseum, Hidden и Renaissance Rooms. Таверна Royal Vauxhall известна с конца XIX века и на протяжении многих лет была традиционным английским мюзик-холлом и кабаре. В последние годы здание находится под постоянной угрозой выкупа и сноса со стороны застройщиков, поскольку стоит отдельно на лучшем участке, примыкающем к железнодорожной станции Воксхолл. Однако паб был куплен в 2004 году неравнодушными лицами, заявившими, что всё останется как прежде.
Воксхолл стал местом досуга более андеграундных гей-клубов с появлением Crash в 1990-х годах. За прошедшие годы всё больше клубов и гей-тематики последовали примеру Crash, заняв в арки виадука под железнодорожной линией от вокзала Ватерлоо. Одним из наиболее заметных заведений в этом районе является Fire Night Club, который расположен на Парри-стрит и в настоящее время занимает шесть из вышеупомянутых арок. 28 апреля 2007 года в клубе был проведён рейд столичной полиции против наркоторговли, девять человек попали под арест. Тактика, использованная в рейде: фотографирование всех людей, покидающих место операции — в то время подверглась резкой критике со стороны гей-прессы.
Бурная клубная жизнь и привлекательность вошедших в моду железнодорожных арок когда-то сделали Воксхолл одним из основных мест для открытия бизнеса, включая единственный в Лондоне тренажерный зал, предназначенный исключительно для геев, Paris Gym, ещё один филиал гей-сауны Chariots и место проведения Sunday Morning Afterhours venue, Beyond в клубе Area. Район в то время получил прозвище «гей-деревня Воксхолл». В середине 2010-х многие заведения закрылись из-за джентрификации, в том числе The Hoist и Barcode.
До того, как Воксхолл приобрёл репутацию гей-деревни, он считался на сцене подпольных гей-клубов местом, куда можно пойти, чтобы избежать более коммерциализированных заведений в центре Лондона. Однако рынок становился все более прибыльным с появлением новых площадок, и Воксхолл начали критиковать за всё большую коммерциализацию, что ослабило его некогда андерграундную репутацию. Упадок других клубных заведений в Лондоне, таких как Turnmills, Astoria и The Fridge, привел к тому, что гей-клубы сконцентрировались в Воксхолле, превратив его в альтернативное место для общения геев из Сохо. В результате Воксхолл в просторечии стал именоваться в гей-сообществе «Вохо».
Развлечения в районе Воксхолла не предназначены исключительно для геев. Самый старый стриптиз-паб в Лондоне, Queen Anne, располагался на Воксхол-Уок. В настоящее время он закрыт, его место занимает The Tea Theatre — чайная комната в стиле 1940-х годов.

## Достопримечательности

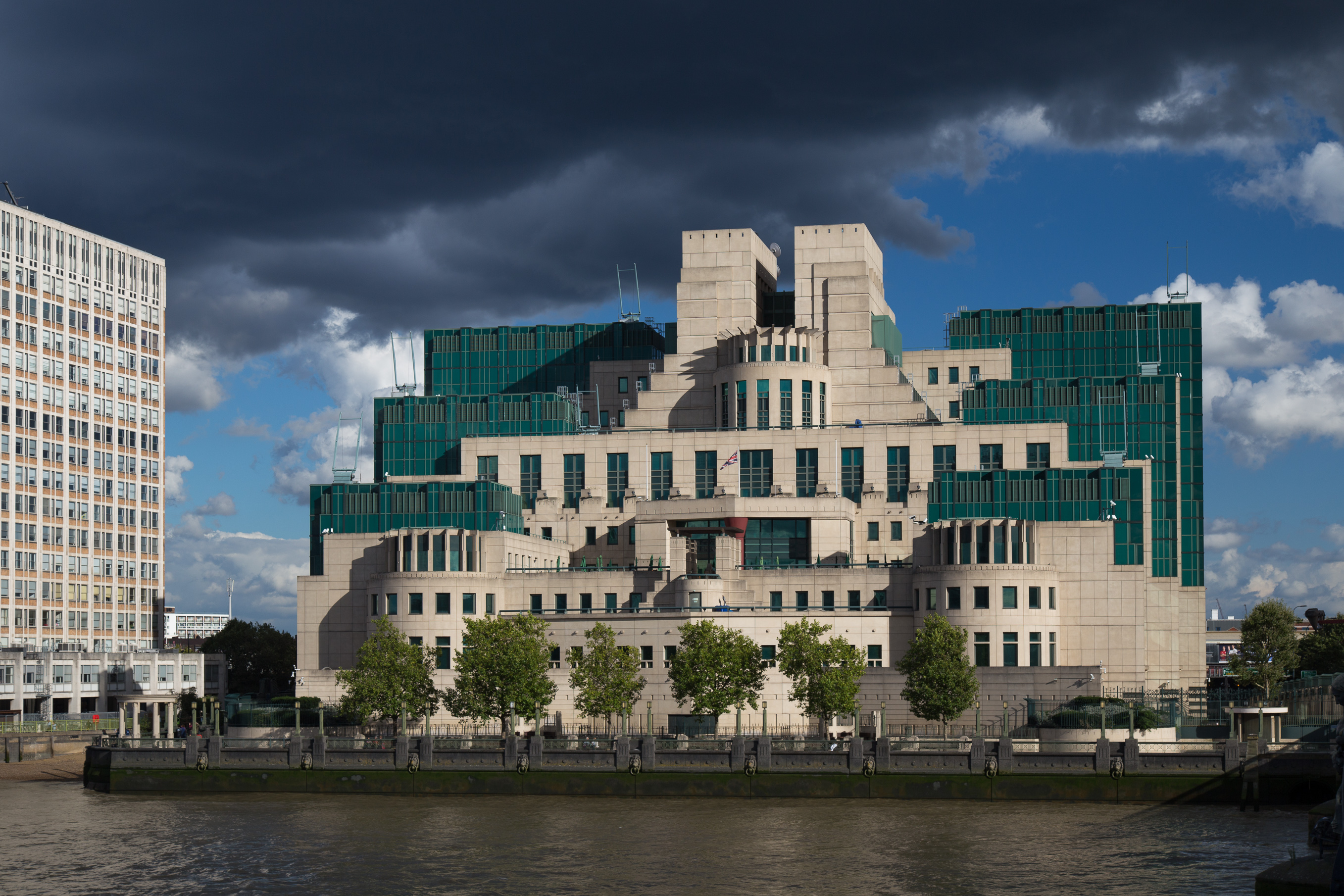
Штаб-квартира Секретной разведывательной службы на Воксхолл-Кросс

Эмблема «Воксхолл-Кросс» —вымышленной станция метро, показанной в фильмах о Джеймсе Бонде.

У Воксхолльского моста находится центральная штаб-квартира Британской секретной разведывательной службы (более известной как МИ-6), которая занимает административное здание, построенное между 1989 и 1992 годами и обычно называемое Воксхолл-Кросс. С 1992 года к югу от моста Воксхолл в Сент-Джордж-Уорф был построен большой комплекс апартаментов и офисов. Частью этого проекта является башня Сент-Джордж-Уорф-Тауэр, построенная в 2014 году.
Здание МИ-6 было показано в нескольких фильмах о Джеймсе Бонде, первоначально без разрешения, но затем с неформального согласия тогдашнего министра иностранных дел Робина Кука, в шутку заметившего: «После всего, что Джеймс Бонд сделал для Британии …». Здание появляется в фильмах «Золотой глаз» (1995), «И целого мира мало» (1999, где подвергается вымышленной террористической атаке, которая предвосхитила подлинный инцидент), «Умри, но не сейчас» (2002), «Скайфолл» (2012, где также подвергается вымышленной террористической атаке) и «Спектр» (2015) (где оказывается снесено). В «Умри, но не сейчас» также показана вымышленная станция лондонского метро «Воксхолл-Кросс» — закрытая остановка на линии Пикадилли, которую якобы используется МИ-6 в качестве дополнительных площадей для своей штаб-квартиры. (В действительности линия Пикадилли вообще не проходит к югу от реки, рядом расположена только линия Виктория, а секретный вход на станцию, показанный в фильме, находится на восточной стороне Вестминстерского моста, на значительном расстоянии вниз по реке).
В Воксхолле также находится Брунсуик-Хауз, охраняемый особняк георгианской эпохи, бывший дом герцогов Брауншвейгских. Построенный в 1758 году, он когда-то стоял на трёх акрах прибрежной парковой зоны, а теперь находится в тени комплекса Сент-Джордж-Уорф. Здание находилось в аварийном состоянии и входило в список зданий, находящихся под угрозой по версии Фонда английского наследия, пока в 2004 году его не приобрела London Architectural Salvage and Supply Company и не восстановила его в качестве помещения для продажи архитектурных артефактов. В здании имеется ресторан и место для проведения различных мероприятий.
Церковь Святого Петра на Кеннингтон-лейн была спроектирована архитектором XIX века Джоном Лафборо Пирсоном, который также спроектировал собор Труро и Брисбенский собор в Австралии, а также отвечал за реставрационные работы в соборах Рочестера, Бристоля, Питерборо и Линкольна. По состоянию на 2015 года здание используется для церковных служб, в качестве общественного центра и места проведения ярмарок искусств. Рядом с собором Святого Петра находится Воксхолльская городская ферма.

## Транспорт
Воксхолл имеет развитую транспортную сеть с другими районами Лондона. В неё входят Лондонское метро, поезда National Rail и Лондонский автобус. Центральный транспортный узел — станция Воксхолл. Станция метро «Воксхол» находится на границе транспортных зон 1 и 2 London Travelcard на линии Виктория. В нескольких минутах ходьбы от разных частей района расположены станции Северной линии, ближайшая к центру — «Овал». Железнодорожную станцию обслуживают поезда South Western Railway от вокзала Ватерлоо, который находится в одной остановке от станции Воксхолл. Автобусную станцию Воксхолл обслуживают 14 маршрутов, соединяющие её с различными частями Лондона.
Доступность метро, поездов и автобусов позволила Воксхоллу получить оценку 6b в рейтинге транспортной доступности PTAL.
Помимо общественного транспорта до Воксхолла можно добраться по крупным дорогам, а также по пешеходной и велосипедной дорожке Thames Path. В Воксхолле также расположены две 17-местные станции проката велосипедов Santander Cycles. Через район проходит Cycle Superhighway 7.

### Воксхолл-Кросс

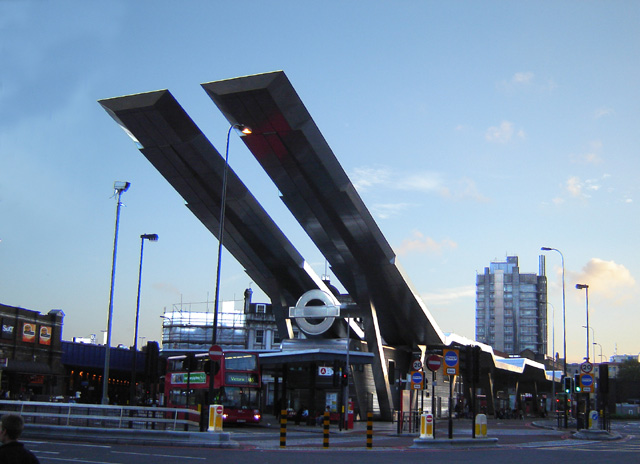
Транспортный узел Воксхолл-Кросс в 2005 году. Солнечные панели обеспечивают 60 % электроэнергии для освещения автовокзала.

Воксхолл-Кросс находится к юго-востоку от Воксхолльского моста. Здесь сходится шесть основных дорог, в том числе набережная Альберта, которая продолжается от площади на север и является самой южной точкой въезда в лондонскую зону оплаты въезда в центр Лондона. В архитектурном путеводителе по Лондону Николауса Певзнера Воксхолл-Кросс описан как «один из самых неприятных перекрестков в Южном Лондоне». В период с 2002 по 2004 год площадь была постепенно реконструирована, чтобы образовать единый транспортный узел, включающий автобусную, железнодорожную станции и метро.
В ходе работ была изменена схема движения, улучшены пешеходные и велосипедные переходы, реконструированы пешеходные дорожки под главным железнодорожным виадуком, а в декабре 2004 года завершено строительство автобусной станции с волнистым навесом из стального каркаса и ребристыми стальными стенами. Интересной особенностью навеса являются солнечные батареи, вырабатывающие электричество для автобусной станции.
Автовокзал Воксхолл-Кросс планируется реконструировать дальше, чтобы создать новый многофункциональный комплекс, включающий офисы, гостиницу и торговые площади. Проектом ведёт компания Great Marlborough Estates, бюджет строительства 600 миллионов фунтов стерлингов, и, по оценкам, принесёт более 45 миллионов фунтов стерлингов прибыли.

### Ближайшие станции метро
- Воксхолл
- Кеннингтон
- Овал
- Пимлико
- Стокуэлл

## Общественные объекты
В Воксхолл-Парк расположены деревня из миниатюрных моделей домов, теннисные корты, детский сад и детская площадка. Парк открыт ежедневно, раз в год проходит День открытых дверей.
Воксхолльская городская ферма расположена на территории Воксхолл-Гарденз. Открыта ежедневно. Здесь содержатся домашние животные, включая альпак, овец, коз и свиней.
В Воксхолле находится крупнейшая в Ламбете ассоциация жителей — Vauxhall Gardens Estate Residents and Tenants Association (VGERTA). В ней состоит 2500 жителей Воксхолл-Гарденз-Эстейт. За вклад развитие местного сообщества VGERTA удостоена ряда наград.
Крупнейшим достижением VGERTA на сегодняшний день является сбор средств в размере 165000 фунтов стерлингов для полного восстановления игровой площадки Glasshouse Walk, которая была завершена в июле 2013 года.